# Daniel S. Hamermesh
Daniel Selim Hamermesh (* 20. Oktober 1943) ist ein US-amerikanischer Wirtschaftswissenschaftler.

## Akademischer Werdegang
Hamermesh studierte an der University of Chicago (Bachelor 1969) und machte an der Yale University seinen Ph.D. in Volkswirtschaftslehre. Er lehrte an der Michigan State University und an der Princeton University. An der University of Michigan und der Harvard University war Hamermesh Gastprofessor. Von 1993 bis 2014 war er Sue Killam Professor an der wirtschaftlichen Fakultät der University of Texas in Austin. Seit 2012 ist er Professor für Ökonomie am Royal Holloway, University of London.

## Forschung
Seine Forschungsschwerpunkte sind die Verwendung von Zeit, Arbeitsnachfrage, Wohlfahrtsprogramme, akademische Arbeitsmärkte sowie die Anwendung volkswirtschaftlicher Methoden auf untypische Gegenstände wie Schönheit, Schlaf und Suizid.

## Weitere Tätigkeiten
Von 1974 bis 1975 leitete er die Forschungsabteilung im Arbeitsministerium der Vereinigten Staaten als Assistant Secretary For Policy Evaluation and Research. Seit 2003 gehört er zu den wissenschaftlichen Beratern des DIW.

## Auszeichnungen
Für 2013 erhielt Hamermesh den IZA Prize in Labor Economics zugesprochen.

## Werke
- Labor Demand. Princeton University Press, 1993.
- Economics Is Everywhere. 2. Auflage. McGraw-Hill Irwin, 2006
- Beauty Pays. Why Attractive People Are More Successful. ISBN 978-0-691-14046-9